# Avahi occidentalis
Il licanoto occidentale (Avahi occidentalis von Lorenz-Liburnau, 1898) è un lemure della famiglia degli Indriidae. Come tutti i lemuri, è endemico del Madagascar.
Inizialmente descritto come specie a sé stante, è stato a lungo considerato una sottospecie di Avahi laniger (A. laniger occidentalis), prima di essere nuovamente elevato al rango di specie: tuttavia, alcuni autori continuano a considerarlo una sottospecie di maki lanoso ed a classificarlo come tale.

## Distribuzione
La specie è diffusa nella zona nord-occidentale dell'isola, fra i fiumi Betsiboka e Mahajamba.

## Descrizione

### Dimensioni
Misura un'ottantina di cm di lunghezza, per un peso di circa 0,9 kg.

### Aspetto
Il pelo, dall'aspetto lanoso, è grigio-olivastro, coi peli che sono striati di nero, così da dare un effetto simile al pelo dei conigli. La coda e la parte posteriore delle cosce sono giallo zolfo, così come la mascherina su faccia e gola, quest'ultima cerchiata di giallo-ocra. Le parti nude del corpo (mani, orecchie, sottocoda, muso e cerchio attorno agli occhi) sono nere, gli occhi sono rossi.

Gli incisivi inferiori, come in tutti gli indridi, sono modificati a formare una sorta di pettine col quale fare il grooming, mentre gli incisivi superiori sono più piccoli rispetto agli altri primati.

## Biologia
Si tratta di animali notturni, ed arboricoli, che vivono in gruppi dove oltre alla coppia dominante vi sono uno o più cuccioli a diversi stadi di crescita. Se costretti al suolo, si muovono saltellando lateralmente sulle zampe posteriori, come i sifaka.

A causa dello scarso valore energetico del cibo, questi animali sono piuttosto statici e tendono a passare gran parte del tempo riposando fra le foglie, ed è in questi momenti che sono estremamente vulnerabili agli attacchi dei predatori.

A differenza di Avahi laniger, i territori dei vari nuclei familiari si sovrappongono nelle zone di confine, senza peraltro dar luogo ad episodi di tensione o violenza.

### Alimentazione
Come tutti gli avahi, è una specie strettamente erbivora, che si nutre di foglie: pur condividendo l'habitat col lepilemure di Edwards, le due specie non entrano in competizione per il cibo perché i lepilemuri si alimentano su rami più sottili, irraggiungibili per gli avahi (nonostante essi siano stati avvistati mentre si nutrivano aggrappati a rami di 3 cm di spessore, pur ancorandosi a rami più spessi con le zampe posteriori e la coda); inoltre, gli avahi sono più selettivi nella scelta del cibo, mangiando perlopiù foglie immature e germogli, mentre i lepilemuri sono più generalisti.